# Azyini
Gli Azyini Mulsant, 1850, sono una tribù di insetti dell'ordine dei Coleotteri (famiglia Coccinellidae, sottofamiglia Coccidulinae), comprendente specie di piccole dimensioni originarie della regione neotropicale.
Gli Azyini sono predatori di Rhynchota Coccoidea, in particolare attivi su alcune cocciniglie che infestano le colture tropicali o subtropicali americane (caffè, cacao, agrumi). Per la loro utilità, le specie Azya orbigera orbigera e Pseudoazya trinitatis sono state introdotte anche nel sud degli Stati Uniti d'America (Florida) e nelle isole Hawaii. 

## Sistematica
La tribù comprende due generi:
- Azya
- Pseudoazya